# Cercarioides hambargari
Cercarioides hambargari är en plattmaskart. Cercarioides hambargari ingår i släktet Cercarioides och familjen Heterophyidae. Inga underarter finns listade i Catalogue of Life.